# Eduard Bauer (Fußballspieler)
Eduard „Edi“ Bauer (* 13. Februar 1894 in Wien-Fünfhaus; † 4. März 1948 in Wien-Hietzing) war ein österreichischer Fußballspieler auf der Position eines Stürmers sowie späterer -trainer.
Mit seinem Verein, dem SK Rapid Wien, gewann er elfmal die österreichische Meisterschaft, davon achtmal als Spieler und dreimal als Trainer.
Von 1945 bis zu seinem Tod 1948 war Bauer Cheftrainer der österreichischen Nationalmannschaft.

## Familie
Eduard Bauer wurde am 13. Februar 1894 als Sohn des Dieners Karl Bauer (* 22. Oktober 1860 in Eschenau, Niederösterreich; † unbekannt) und dessen Ehefrau, der Kleidermacherin Franziska (geborene Mader; * 24. Dezember 1862 in Leonfelden, Oberösterreich; † unbekannt), in Wien-Fünfhaus geboren und am 15. Februar 1894 auf den Namen Eduard getauft. Seine Eltern hatten am 11. April 1887 in der Pfarrkirche St. Johann Evangelist in Wien geheiratet. Die Familie lebte zum Zeitpunkt seiner Geburt am Neubaugürtel Nr. 3. Seine Großeltern väterlicherseits waren Paul Bauer und dessen Ehefrau Agnes (geborene Lugauer). Seine Großeltern mütterlicherseits waren der Inwohner und Taglöhner Anton Mader und dessen Ehefrau Klara (geborene Mazinger).
Am 3. Februar 1930 heiratete der damals 36 Jahre alte Bauer in Wien-Penzing die zehn Jahre jüngere Bundesbeamtin und Bäckermeisterstochter Johanna Doleschell (* 19. April 1903 in Wien-Alservorstadt; † 5. August 1991 in Wien-Hietzing).

## Karriere

### Serienmeister mit Rapid
Sein Debüt in der ersten Mannschaft Rapids feierte er als Siebzehnjähriger im Jahr 1911. Mit den Grün-Weißen, deren Kampfmannschaft sich 1910 wegen totaler Überschuldung des noch jungen Vereins komplett aufgelöst hatte und von Dionys Schönecker durch erst 16- bis 18-jährige Nachwuchstalente der Jugendmannschaft wie Rigo Kuthan, Krcal, Franz Schediwy sowie Franz und Josef Brandstetter ersetzt werden musste, gewann er in der Premierensaison der österreichischen Fußballmeisterschaft 1911/12 sensationell den ersten Meistertitel in der Vereinsgeschichte der Hütteldorfer. In den nachfolgenden Jahren bis 1923 gewann er mit Rapid noch sieben Mal die Meisterschaft, wobei er selbst – zumeist auf der Position des rechten Außenstürmers – in 190 Spielen 134 Tore zu dieser Erfolgsserie beisteuern konnte. Der Stürmer stand auch in den beiden Cupfinalspielen 1919 und 1920 am Platz, als Rapid die ersten beiden Pokalbewerbe Österreichs für sich entscheiden konnte.

### Karriere im Nationalteam
Für die Nationalmannschaft spielte Edi Bauer erstmals am 22. Dezember 1912 beim 3:1-Auswärtssieg über Italien in Genua. Kriegsbedingt bestritt er mit dem Team ansonsten nur die Duelle mit dem Erzrivalen Ungarn und der neutralen Schweiz. Das Match gegen die Schweizer Nationalelf am 9. Mai 1918 war auch eines seiner besten Teamspiele in seiner Karriere. Bauer erzielte die Tore zum 2:0 und zum 4:1, wobei besonders sein zweiter Treffer, dem ein langes Solo Bauers von der Mittellinie weg vorausging, sehenswert war. Die übrigen Tore für Österreich erzielten in dieser Partie Wilda, Koželuh und Studnicka. Seine Teamkarriere endete schließlich nach dem zweiten Duell gegen die Schweiz am 1. Mai 1921 (2:2 in St. Gallen) nach 23 Einsätzen und 13 Toren für sein Heimatland. Daneben bestritt Edi Bauer auch 16 Spiele in der Wiener Auswahl.

### Mitropacupsieger als Rapid-Trainer
1926 wurde Edi Bauer als Nachfolger des Briten Stanley Willmots, der mit der Mannschaft in der Vorsaison nur den enttäuschenden fünften Rang erreichte, Trainer von Rapid. Sein mit Abstand größter Erfolg auf der grün-weißen Trainerbank wurde der Gewinn des Mitropacups 1930, dem Vorläufer des heutigen Europapokals. Nachdem sich die Hütteldorfer zuvor bereits zwei Mal erst im Endspiel geschlagen geben mussten, blieben sie nach einer 2:3-Niederlage in Wien auswärts in Prag mit 2:0 gegen die dortige Sparta erfolgreich und holten den begehrten Titel erstmals nach Österreich. Nach drei gewonnenen Meisterschaften und einem Pokalsieg verließ Bauer schließlich 1936 den Verein. Im Folgenden assistierte er als Trainer eine Zeit lang Hugo Meisl bei der Nationalmannschaft. 1938 wurde er Trainer bei SV Polizei Hamburg.

### Trainer der österreichischen Nationalmannschaft
Nach dem Zweiten Weltkrieg kam Edi Bauer die ehrenvolle Aufgabe zu, die Nationalmannschaft des wiedererstandenen Österreichs zu trainieren und wieder an die internationale Spitze heranzuführen. Am 19. September 1945 übernahm er von Karl Zankl, der das Team in den ersten beiden Nachkriegsländerspielen betreute und dabei zweimal gegen die ungarische Nationalelf verlor, das Amt des österreichischen Teamchefs. Unter seiner Leitung erreichten die Österreicher am 6. Dezember 1945 mit einem 4:1-Erfolg gegen die französische Nationalmannschaft ihren ersten Sieg nach dem Zweiten Weltkrieg. Edi Bauer bewies Mut, indem er versuchte rund um den bereits arrivierten Führungsspieler Bimbo Binder eine erfolgreiche Mannschaft aus jungen, hungrigen Spielern zu formen. Dabei nahm er keine Rücksicht auf prominente Namen und wagte gerne Experimente. In seiner Ära debütierten zahlreiche Spieler, die bald wieder vergessen waren, aber auch eine Vielzahl der späteren Stars, die 1954 mit dem Team den dritten Platz bei der Fußballweltmeisterschaft belegten. Er holte Talente wie Walter Zeman und Alfred Körner von Rapid, Turl Wagner von Wacker, Ernst Stojaspal von der Austria und den 22-jährigen Rapidler Ernst Happel in die Nationalmannschaft und gab auch Ocwirk und Decker, die unter Zankl debütierten, aber nicht überzeugen konnten, eine weitere Chance. Weitsicht bewies er auch mit der ersten Teamberufung des damals 25-Jährigen, noch beim Villacher SV in der Kärntner Landesklasse tätigen Amateurs Ernst Melchior.
Das Außergewöhnliche an dessen Einberufung war, dass in der Geschichte des österreichischen Fußballs nach Franz Fuchsberger vom SV Urfahr im Jahr 1936 erst das zweite Mal ein Teamchef einem Amateurkicker aus den Bundesländern eine Chance im österreichischen Nationalteam gewährte. Nach Melchiors glänzendem Auftritt im Länderspiel gegen Ungarn am 14. April 1946 wetteiferten sowohl Rapid als auch Austria um den neuen Stürmerstar, der auf dem Feld so hervorragend mit Ernst Ocwirk harmonierte. Mit seinem Mut und seiner Weitsicht legte Bauer den Grundstein für die erfolgreiche Mannschaft der goldenen fünfziger Jahre.
Höhepunkt und zugleich das letzte Spiel von Edi Bauer war der triumphale 5:1-Erfolg Österreichs am 9. November 1947 im Wiener Stadion gegen den zweifachen Weltmeister Italien. Eduard Bauer verstarb am 4. März 1948 – noch während seiner Amtstätigkeit – überraschend an den Folgen einer Magenoperation. Er wurde am Ottakringer Friedhof (Gruppe 21, Reihe 15, Nummer 1A) bestattet. Nach seinem plötzlichen Ableben übernahm der eben aus der Schweiz zurückgekehrte ehemalige Wunderteamspieler Walter Nausch die Leitung der Nationalmannschaft. Seine Ehefrau überlebte ihn um 43 Jahren und wurde an seiner Seite beerdigt.

## Stationen

### Als Spieler
- Rapid Wien (1911–1928)

### Als Trainer
- Rapid Wien (1926–1936)
- SV Polizei Lübeck (1938–)
- Österreichische Fußballnationalmannschaft (1945–1948)

## Titel und Erfolge
als Spieler
- 8 × Österreichischer Meister: 1912, 1913, 1916, 1917, 1919, 1920, 1921, 1923
- 2 × Österreichischer Pokalsieger: 1919, 1920
- 2 × Österreichischer Torschützenkönig: 1917, 1918 jeweils inoffiziell da Tore erst ab 1921 offiziell gezählt wurden
- 23 Länderspiele und 13 Tore für die österreichische Fußballnationalmannschaft von 1912 bis 1921

als Trainer
- 1 × Mitropacup-Sieger: 1930
- 3 × Österreichischer Meister: 1929, 1930, 1935
- 1 × Österreichischer Pokalsieger: 1927

## ÖFB Länderspiele unter Teamchef Eduard Bauer
11 Länderspiele unter Teamchef Eduard Bauer
Legende
- H = Heimspiel
- A = Auswärtsspiel
- grüne Hintergrundfarbe = Sieg Österreichs
- gelbe Hintergrundfarbe = Unentschieden
- rote Hintergrundfarbe = Niederlage

| Nr. | Datum      | Ergebnis | Gegner           |   | Austragungsort | Anlass | Bemerkung          |
| --- | ---------- | -------- | ---------------- | - | -------------- | ------ | ------------------ |
| 195 | 06.12.1945 | 4:1      | Frankreich       | H | Wien           |        |                    |
| 196 | 14.04.1946 | 3:2      | Ungarn           | H | Wien           |        |                    |
| 197 | 05.05.1946 | 1:3      | Frankreich       | A | Paris (FRA)    |        |                    |
| 198 | 06.10.1946 | 0:2      | Ungarn           | A | Budapest (HUN) |        |                    |
| 199 | 27.10.1946 | 3:4      | Tschechoslowakei | H | Wien           |        |                    |
| 200 | 10.11.1946 | 0:1      | Schweiz          | A | Bern (SUI)     |        |                    |
| 201 | 01.12.1946 | 2:3      | Italien          | A | Mailand (ITA)  |        | 100. Auswärtsspiel |
| 202 | 04.05.1947 | 2:5      | Ungarn           | A | Budapest (HUN) |        |                    |
| 203 | 14.09.1947 | 4:3      | Ungarn           | H | Wien           |        |                    |
| 204 | 05.10.1947 | 2:3      | Tschechoslowakei | A | Prag (TCH)     |        |                    |
| 205 | 09.11.1947 | 5:1      | Italien          | H | Wien           |        |                    |